# Teugn
Teugn är en kommun och ort i Landkreis Kelheim i Regierungsbezirk Niederbayern i förbundslandet Bayern i Tyskland.
Kommunen ingår i kommunalförbundet Saal an der Donau tillsammans med kommunen Saal an der Donau.